# إيما جان هاوس
إيما جان هاوس (بالإنجليزية: Emma Jean Hawes)‏ هي لاعبة الجسر ‏ أمريكية، ولدت في 5 يوليو 1912 في بنتون في الولايات المتحدة، وتوفيت في 28 يوليو 1987 في فورت وورث في الولايات المتحدة بسبب سرطان.